# Park Jarkon
Park Jarkon (hebrejsky: פארק הירקון, Park ha-Jarkon) je velký městský park (3,8 km²) v Tel Avivu, který týdně navštíví tisíce lidí. Jeho severní část se táhne podél Rokachova bulváru a jižní část končí u čtvrti Bavli. Park je pojmenován po řece Jarkon, která jím protéká. Nachází se v něm množství sportovních zařízení, botanické zahrady, voliéry, vodní park, dvě venkovní koncertní kina a několik umělých jezer. Poté, co řeka Jarkon park opouští, se při jeho západní části vlévá do Středozemního moře. I přes zavedená opatření, která měla zvýšit kvalitu vody v řece, se stále nedoporučuje v ní plavat nebo chytat ryby. Zleva zde do Jarkonu ústí tok Nachal Ajalon.
Park je místem mnoha hudebních koncertů. Mezi známé osobnosti, které zde koncertovaly patří Paul McCartney, Madonna, Michael Jackson, U2, Elton John, Guns N' Roses, Metallica, David Bowie, Dire Straits, Westlife a Five. Rovněž hostí řadu místních každoročních událostí, jako například festival City Taste či klasická představení Izraelské filharmonie a Nové izraelské opery.

## Fotogalerie

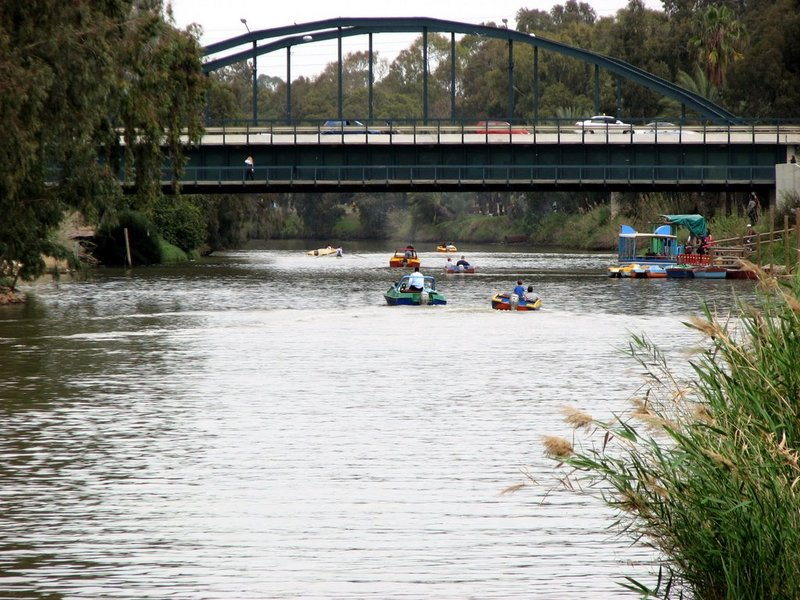
Most přes řeku Jarkon
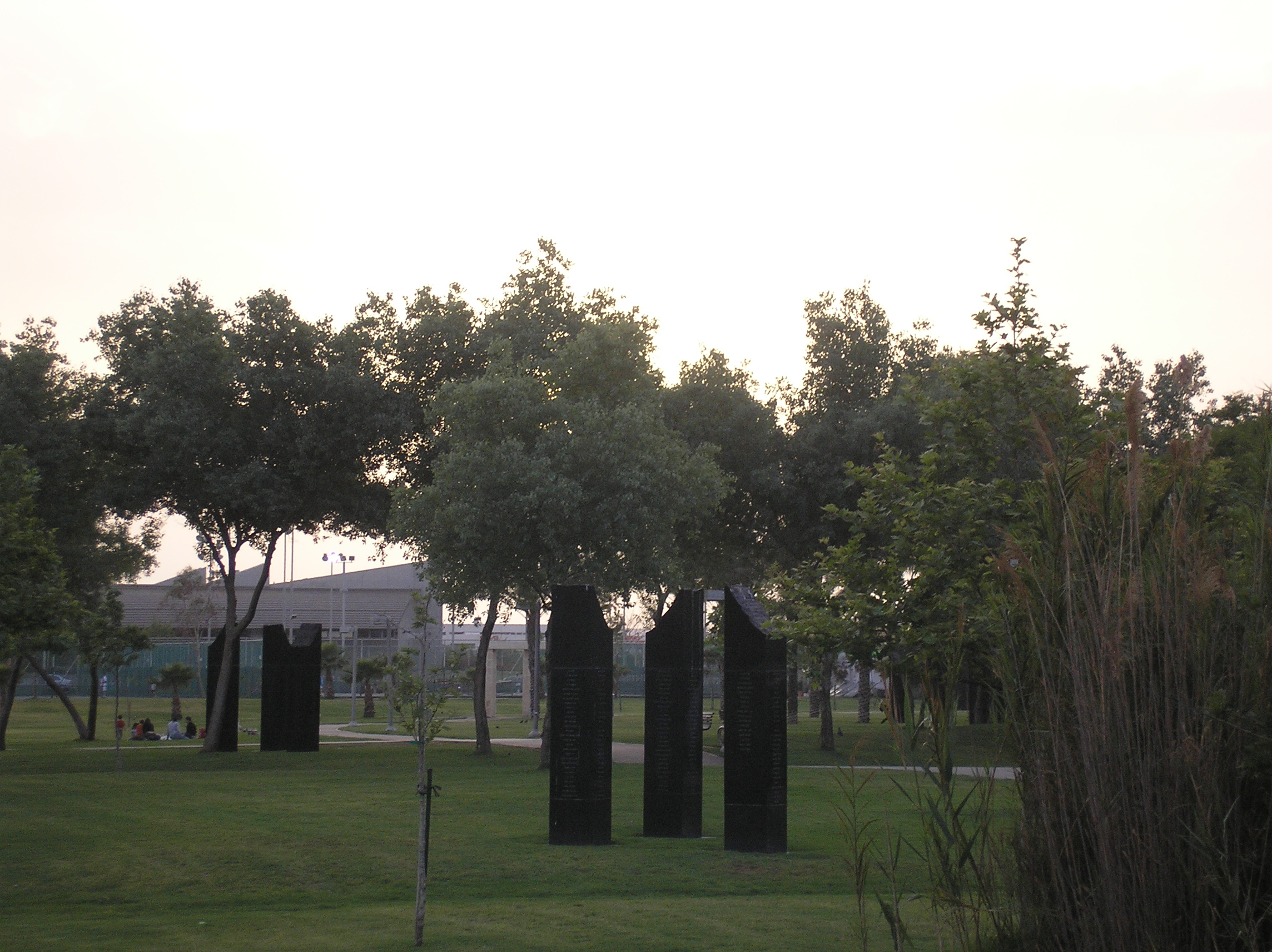
Památník padlých
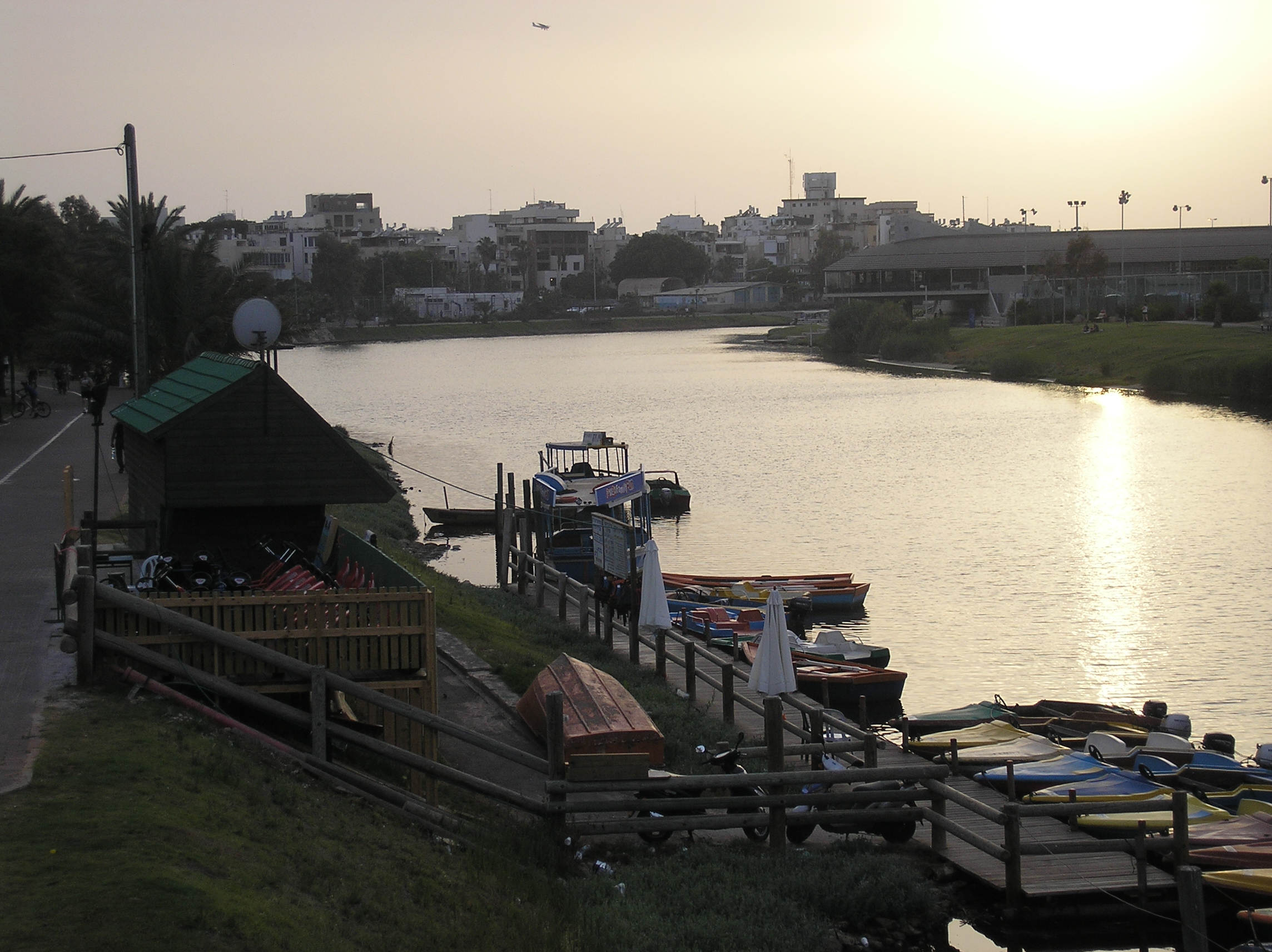
Půjčovna loděk